# Eriocaulon parvum
Eriocaulon parvum är en gräsväxtart som beskrevs av Friedrich August Körnicke. Eriocaulon parvum ingår i släktet Eriocaulon och familjen Eriocaulaceae. Inga underarter finns listade i Catalogue of Life.